# Veenmeester
Een veenmeester was een persoon die tot taak had toezicht te houden op venen die in het aan hem toegewezen gebied lagen. Hij had de dagelijkse leiding over deze venen. Betrof het veenderijen die in eigendom toebehoorden aan een stad, dan sprak men van een stadsveenmeester. In de Groninger Veenkoloniën was hij ook belast met het toezicht op de afwatering in zijn gebied door middel van de rivieren, kanalen en verlaten. Hij werd dan bijvoorbeeld opzichter over de verlaten genoemd. Overigens werd deze functie ook wel door een andere, afzonderlijke persoon uitgeoefend. Tezamen met de rentmeester en een klerk maakte hij deel uit van het bureau van de rentmeester van de stadsvenen. Hij assisteerde de rentmeester bij de aan- en verkoop van venen in zijn gebied. De veenmeester en/of opzichter en de klerk waren ondergeschikt aan de rentmeester. Een veenmeester werd benoemd door het bestuur van een rechtspersoon aan wie de venen toebehoorden.